# Odmieniec (powieść Victora LaValle’a)
Odmieniec (ang. The Changeling) – amerykańska powieść napisana przez Victora LaValle’a z 2017. Jest horrorem fantasy. Zdobyła uznanie krytyków, zdobywając taki nagrody jak Dragon Award w 2017 za najlepszą powieść grozy, August Derleth Award w 2018, Nagrodę Locusa w 2018 za najlepszą powieść grozy oraz World Fantasy Award w kategorii powieść w 2018. Została zaadaptowana na serial telewizyjny pod tym samym tytułem. Polskie wydanie ukazało się w 2022 nakładem wydawnictwa Mag, w tłumaczeniu Wojciecha Szypuły.

## Fabuła
Lillian Kagwa i Brian West poznają się w Nowym Jorku w 1968 roku. We wrześniu 1977 roku rodzi im się syn Apollo. Gdy Apollo ma 4 lata, Brian znika. W 1989 roku 12-letni chłopiec otrzymuje tekturowe pudełko z napisem „Improbabilia”, w którym znajdują się pamiątki z życia jego ojca, a także egzemplarz Outside Over There z dzieciństwa Apolla. Ten incydent inspiruje go do tego, aby zostać handlarzem rzadkich książek.
Apollo zakochuje się w bibliotekarce o imieniu Emma Valentine. Ostatecznie biorą ślub i mają syna o imieniu Brian. Emma zaczyna mieć niepokojące myśli, że Brian nie jest jej synem i został zastąpiony przez podmieńca. Po kłótni z żoną Apollo rozważa odejście z synem, ale zasypia. Budzi się i odkrywa, że jest przykuty do kaloryfera. Emma łamie mu szczękę młotkiem i zabija Briana, po czym znika. Pogrążony w żalu Apollo bierze trzy współpracownice Emmy jako zakładników, żądając by zdadziły mu, gdzie poszła jego żona. W wyniku tego mężczyzna zostaje skazany i spędza dwa miesiące w więzieniu na wyspie Rikers.
Apollo i jego partner biznesowy Patrice sprzedają rzadką książkę Williamowi Wheelerowi. Ten mówi Apollo, że wie, gdzie jest Emma. Razem udają się na North Brother Island. Apollo zostaje schwytany przez grupę kobiet i zabrany do Callisto, znanej jako „Cal”, ich przywódczyni. Wszystkie znajdujące się tam kobiety mają podobne historie; wszystkie zabiły dziecko, które ich zdaniem zostało zastąpione przez podmieńca.